# Аугюстінюсга
Аугюстінюсга (нід. Augustinusga) — село в нідерландській провінції Фрисландія. Входить до муніципалітету Ахткарспелен.
Його площа становить 7,51км², а населення станом на 2021 рік складало 1 200 осіб.

## Галерея

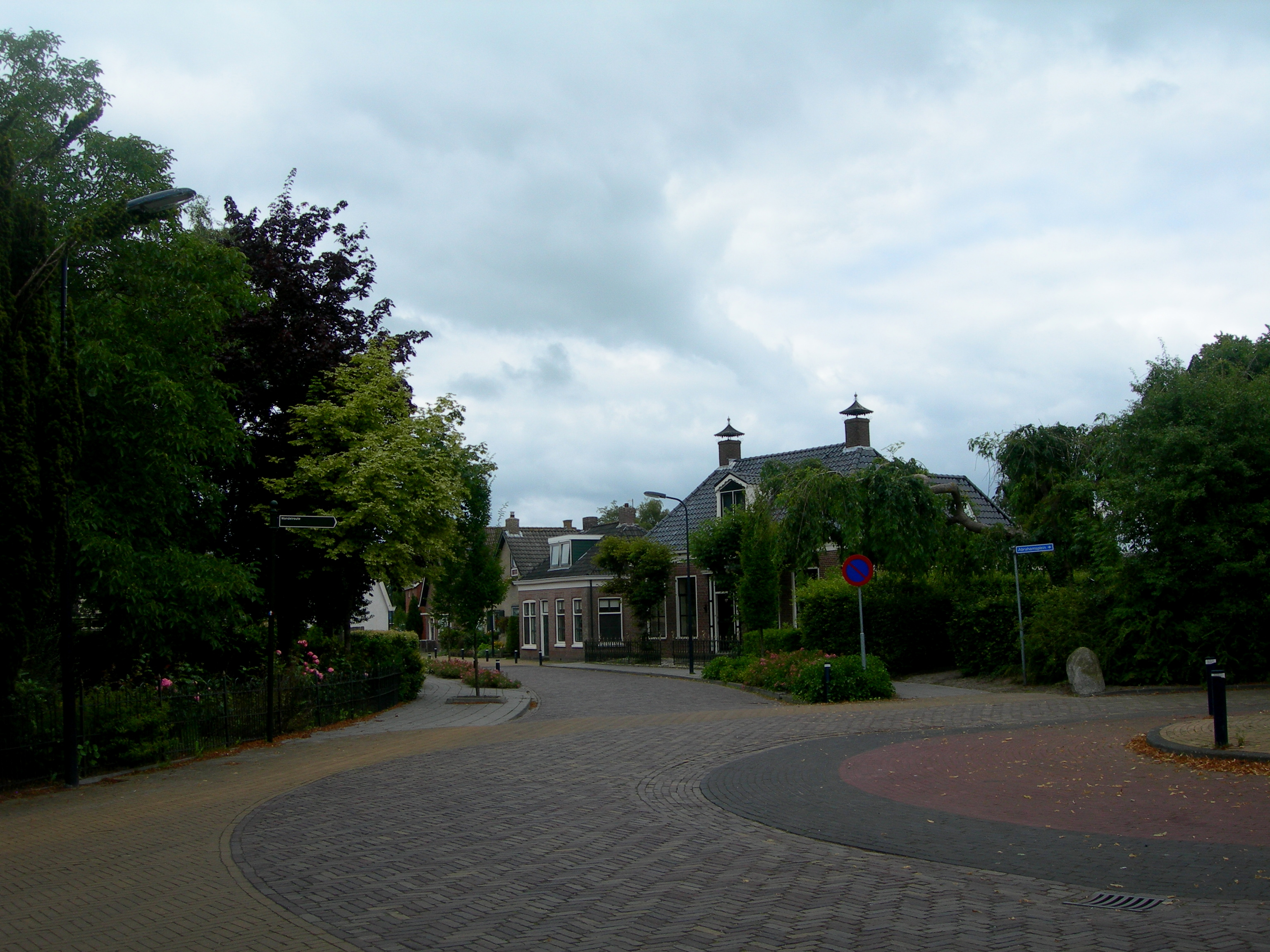
Сільська площа
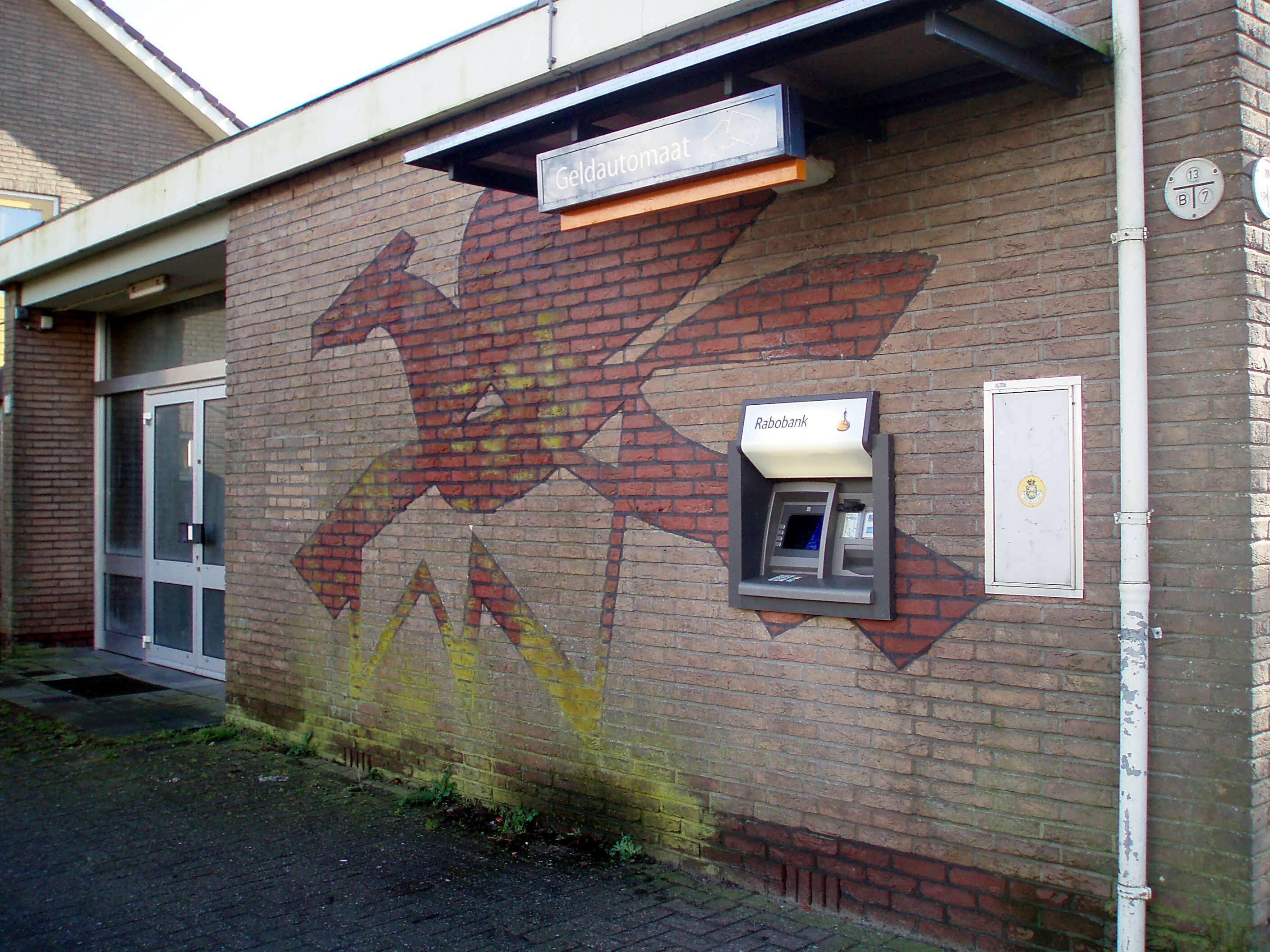
Вуличне мистецтво
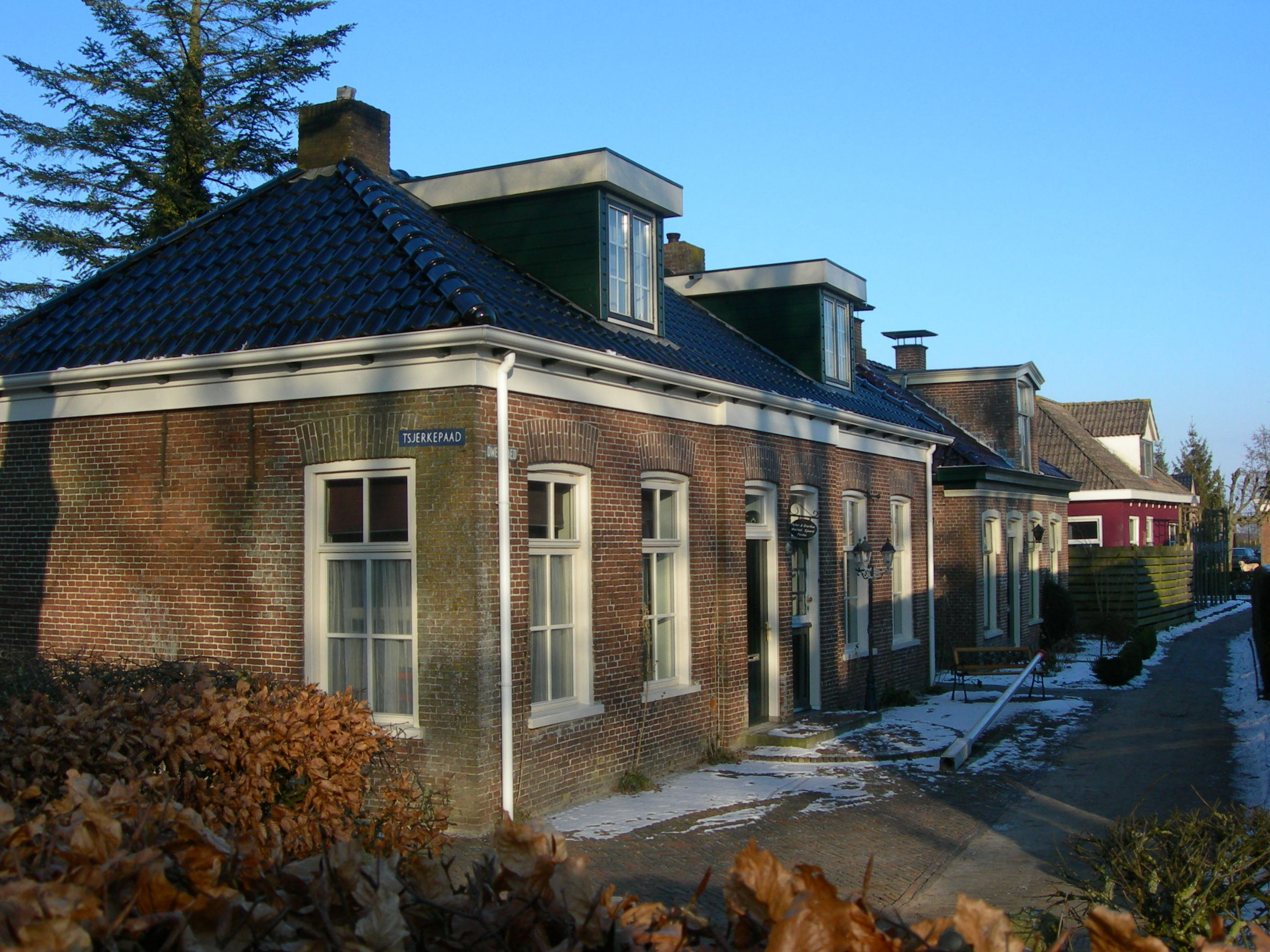
Сільська вулиця
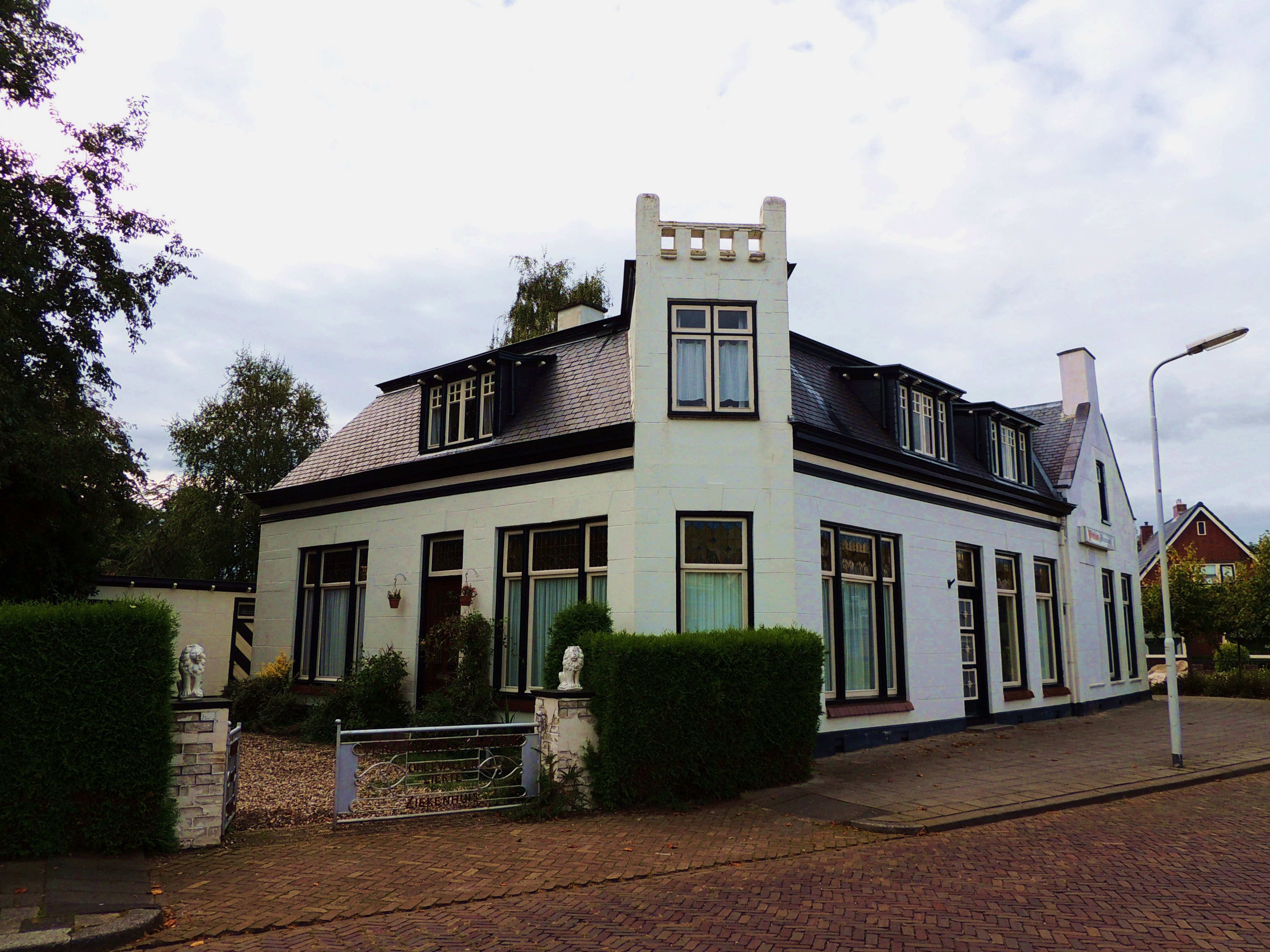
Будівля колишнього пабу